# Cytherea thyridophora
Cytherea thyridophora är en tvåvingeart som först beskrevs av Mario Bezzi 1925.  Cytherea thyridophora ingår i släktet Cytherea och familjen svävflugor. Inga underarter finns listade i Catalogue of Life.